# Gammarus rambouseki
Gammarus rambouseki is een vlokreeftensoort uit de familie van de Gammaridae. De wetenschappelijke naam van de soort is voor het eerst geldig gepubliceerd in 1931 door S. Karaman.
Van deze soort uit Noord-Macedonië en Griekenland kunnen de mannelijke exemplaren 10 mm groot worden. G. rambouseki leeft in bergbeken op hoogtes van 500 m of hoger.